# Stan Stennett
Stanley "Stan" Stennett (ur. 30 lipca 1927 w Pencoed, zm. 26 listopada 2013 Cardiff) – walijski aktor komediowy i muzyk jazzowy.

## Życiorys
Stanley Stennett urodził się w miejscowości Pencoed. Wychowali go dziadkowie, Richard i Anni, po tym jak jego matka, Doris zmarła, gdy Stan był jeszcze młody.

## Śmierć
Stanley zmarł 26 listopada 2013 roku w University Hospital of Wales, w Cardiff. Miał 88 lat.

## Filmografia
seriale
- 1960: Coronation Street jako Norman Crabtree
- 1964: Crossroads jako Harry Silver / Sid Hooper
- 2012: Stella jako Mężczyzna z martwym psem

film
- 2007: The History of Mr Polly jako Wujek Penstemon